# Карагруд
Карагруд (перс. كرهرود, також романізоване як Karahrūd і Karehrūd; також знаний як Карарут і Кара Руд) — місто в центральному окрузі округу Арак, провінція Марказі, Іран. За даними перепису 2006 року, його населення становило 23399 осіб, що проживали у складі 6209 сімей. Місто було реорганізовано як частину Ераку, ставши муніципальним округом Ерак 4. Це батьківщина курдського історика та князя Бітліса Шарафа-хана Бідлісі (1543-бл. 1603).